# Katastrofa lotu Aerofłot 909
Katastrofa lotu Aerofłot 909 – katastrofa lotnicza, która  wydarzyła się 6 marca 1976 roku. W jej wyniku Ił-18E należący do linii Aerofłot rozbił się nieopodal miejscowości Wierchniaja Chawa, zabijając wszystkie 111 osób na pokładzie.

## Samolot
Maszyną obsługującą lot 909 był Iljuszyn Ił-18E (nr rej.CCCP-75408) o numerze seryjnym 186009201. Samolot opuścił linię produkcyjną 29 czerwca 1966 i do czasu katastrofy wylatał 21587 godzin i 9082 cykli startu i lądowania.

## Przebieg lotu
Iljuszyn wystartował o godzinie 23:59 z Lotniska Wnukowo w celu odbycia planowego lotu do Erywania. Na pokładzie znajdowało się 100 pasażerów i 11 członków załogi. 55 minut po starcie na wysokości około 8000 metrów w samolocie doszło do awarii zasilania. W rezultacie doszło między innymi do awarii obu sztucznych horyzontów, kompasu oraz autopilota. W wyniku tych awarii załoga straciła orientację przestrzenną, a potem kontrolę nad samolotem. O godzinie 00:58 Iljuszyn rozbił się na ośnieżonym polu 200 metrów od miejscowości Wierchniaja Chawa, położonej 46 km na wschód od Woroneża. Siła uderzenia była tak wielka, że szczątki maszyny znajdowano jeszcze 1500 metrów od miejsca uderzenia. Była to największa katastrofa samolotu Ił-18 w historii.

## Przyczyny
Według wyników dochodzenia główną przyczyną katastrofy była awaria wszystkich urządzeń zasilanych prądem przemiennym o napięciu 36V.